# Sant’Angelo a Scala
Sant’Angelo a Scala ist eine italienische Gemeinde mit 697 Einwohnern (Stand 31. Dezember 2023) in der Provinz Avellino in der Region Kampanien. Sie ist Teil der Bergkommune Comunità Montana Partenio - Vallo di Lauro.

## Geografie
Die Nachbargemeinden sind Altavilla Irpina, Capriglia Irpina, Grottolella, Pietrastornina und Summonte. 